# 潜水艇驼蝶螺
潜水艇驼蝶螺（学名：Cavolinia inflexa）是翼足目真被殻亞目驼蝶螺科驼蝶螺属的一种。

## 分佈
主要分布于台湾，常栖息在浅海沙底。